# Mojmír II
Mojmír II (in latino Moymirus; 872 circa – dopo il 901) è stato membro della dinastia dei moimoridi e dall'894 l'ultimo sovrano certo della Grande Moravia.
Morì probabilmente all'inizio del X secolo in una battaglia combattuta contro gli Ungari.

## Biografia
Svatopluk I, secondo Regino di Prüm "uomo ritenuto più prudente del comune tra la sua gente e molto astuto per natura", morì nell'estate dell'894. Egli divise i suoi domini assegnandoli ai due figli Mojmír II e a Svatopluk II, che gli succedettero rispettivamente come rex della Grande Moravia e come principe del Principato di Nitra. Mojmir II vide presto disintegrarsi quanto possedeva, perché le tribù sottomesse con la forza al dominio di Svatopluk iniziarono a contrastare la supremazia morava. Quando ad esempio i duchi boemi (concentrati nella regione di Praga) accettarono la sovranità del re Arnolfo di Carinzia nel giugno 895, Mojmír II dovette tentare di ripristinare la sua supremazia nei seguenti due anni, non riuscendo a riportare successi. Un altro territorio periferico era stato perso a favore dei Franchi orientali nell'894, nello specifico la Pannonia, dopo che le tribù magiare avevano saccheggiato quella regione. Nell'897, la Lusazia seguì la medesima sorte. Un altro pericolo emerse quando i magiari attraversarono i Carpazi con l'intento di stabilirsi definitivamente nel loro bacino (895/896). Dopo che già nell'896 si erano stanziati nei territori scarsamente popolati più marginali della Grande Moravia, si insediarono presso il fiume Tibisco superiore/medio nel 900/901. Dopo diversi saccheggi in Europa, essi si trasferirono in Transdanubio.
Mojmír II riscosse maggiore fortuna in campo religioso, riuscendo a ripristinare l'organizzazione della Chiesa in Moravia dopo aver convinto papa Giovanni IX (r. 898-900) a inviare i suoi ambasciatori in Moravia nell'898. I conflitti poi scoppiati tra Mojmír II e suo fratello minore Svatopluk II, uniti al quadro religioso che vedeva ridurre l'influenza dei franchi orientali, diedero a re Arnolfo il pretesto per inviare i suoi guerrieri in Moravia nell'898 e nell'899. Mojmír batté le truppe e catturò l'ancora ribelle Svatopluk II, ma quest'ultimo fu infine salvato dalle truppe bavaresi, con le quali fuggì in Germania. Quando poi Arnolfo si spense, il pontefice inviò i suoi legati in Europa centrale e, in breve tempo, i legati insediarono un arcivescovo e "tre vescovi come suoi suffraganei" in Moravia, uno dei quali attivo a Nitra. Nell'899, l'influenza del clero bavarese si ridusse, ma non si hanno certezze sui provvedimenti approvati dalla Santa Sede per la Moravia. Pare verosimile che si confermò la facoltà di celebrare le liturgie in slavo ecclesiastico antico di nuovo (anziché in latino).
Come accennato in precedenza, nel 900 i Magiari invasero il Transdanubio (un ex territorio della Grande Moravia occupato dai Franchi) e fecero irruzione in Baviera, nel territorio dei Franchi orientali, insieme alle truppe di Mojmír. I difensori, guidati da Ludovico il Fanciullo, dovettero concludere un trattato di pace con la Grande Moravia nel 901 e Mojmír si riconciliò in quella sede con suo fratello, che si presume tornò in patria nel medesimo periodo. Il trattato di pace con i Franchi Orientali pose fine anche alle guerre tra la Grande Moravia e i vassalli boemi dei Franchi che duravano dall'895. Non si sa quando e se il territorio che ora costituisce la Polonia meridionale finì assorbito da popolazioni straniere.
L'ulteriore tranquillo sviluppo fu impossibilitato dalle ripetute invasioni degli Ungari (902 e 904), che verso il 906 cancellarono definitivamente dalla mappa europea lo stato della Grande Moravia, anno in cui probabilmente morirono sia Mojmír II sia Svatopluk II. Quando infatti nel 907 ebbe luogo l'importante scontro tra i Magiari e l'esercito bavarese nella battaglia di Presburgo, non si fa menzione né di Mojmír né di un qualsiasi successore.

### Fonti primarie
- (LA) Regino di Prüm, Chronicon cum continuatione Treverenst, 1978.

### Fonti secondarie
- (EN) Paul M. Barford, The Early Slavs: Culture and Society in Early Medieval Eastern Europe, Itaca, Cornell University Press, 2001, ISBN 0801439779.
- (EN) Charles R. Bowlus, Franks, Moravians, and Magyars: The Struggle for the Middle Danube, 788-907, Philadelphia, University of Pennsylvania Press, 1995, ISBN 978-08-12-23276-9.
- (EN) Florin Curta, Southeastern Europe in the Middle Ages, 500-1250, Cambridge, Cambridge University Press, 2006, ISBN 978-0-511-81563-8.
- (EN) Stanislav J. Kirschbaum, A History of Slovakia: The Struggle for Survival, 2ª ed., Basingstoke, Macmillan, 2005, ISBN 978-03-33-62079-3.
- (EN) William M. Mahoney, The History of the Czech Republic and Slovakia, ABC-CLIO, 2011, ISBN 978-03-13-36305-4.
- (EN) Dušan Škvarna, Július Bartl, Viliam Čičaj e Mária Kohútova, Slovak History: Chronology & Lexicon, Wauconda, Bolchazy-Carducci Publishers, 2002, ISBN 978-08-65-16444-4.
- (EN) Petr Sommer, Dušan Třeštík, Josef Žemlička e Zoë Opačić, Christianization and the Rise of Christian Monarchy: Scandinavia, Central Europe and Rus' c.900–1200, 1ª ed., Cambridge, Cambridge University Press, 2007,  pp. 214-262, ISBN 978-11-39-46836-7.
- (EN) Anton Spiesz e Dusan Čaplovič, Illustrated Slovak History: A Struggle for Sovereignty in Central Europe, Bolchazy-Carducci Publishers, 2006, ISBN 978-0-86516-426-0.
- (EN) Ján Steinhübel, The Nitrian Principality: The Beginnings of Medieval Slovakia, BRILL, 2020, ISBN 978-90-04-43863-7.
- (EN) Alexis P. Vlasto, The Entry of the Slavs into Christendom: An Introduction to the Medieval History of the Slavs, Cambridge, Cambridge University Press, ISBN 978-05-21-07459-9.